# Volo Iraqi Airways 163
Il volo Iraqi Airways 163 era un Boeing 737-270C, registrato come YI-AGJ, che venne dirottato nel 1986.

## Storia
Il 25 dicembre del 1986, sulla rotta da Baghdad ad Amman, in Giordania, il volo 163 fu dirottato da quattro uomini. Il personale di sicurezza della Iraqi Airways cercò di fermare i dirottatori, ma una bomba a mano esplose nella cabina passeggeri, costringendo l'equipaggio a iniziare una discesa d'emergenza. Un'altra bomba a mano esplose nella cabina di pilotaggio, causando lo schianto dell'aereo vicino ad 'Ar'ar, in Arabia Saudita, dove si spezzò in due parti prendendo fuoco.
A bordo c'erano 106 persone, e di queste morirono 60 passeggeri e 3 membri dell'equipaggio. I passeggeri sopravvissuti riuscirono a dire alle autorità cosa era successo sull'aereo. Il dirottamento fu uno dei più mortali di sempre, ed è stato uno dei tanti svoltisi nel 1985 e nel 1986.
Poco dopo il dirottamento, il gruppo filo-iraniano Islamic Jihad Organization (un nome ampiamente usato da Hezbollah) ne rivendicò la responsabilità. Uno dei dirottatori morti venne successivamente identificato dalla CIA come un cittadino libanese di nome Ribal Khalil Jallul, la cui foto del passaporto è stata abbinata al poster di un martire di Hezbollah trovato vicino a una moschea a Beirut. L'Iraq accusò l'Iran di essere dietro l'attacco.